# 懷爾德 (阿根廷)

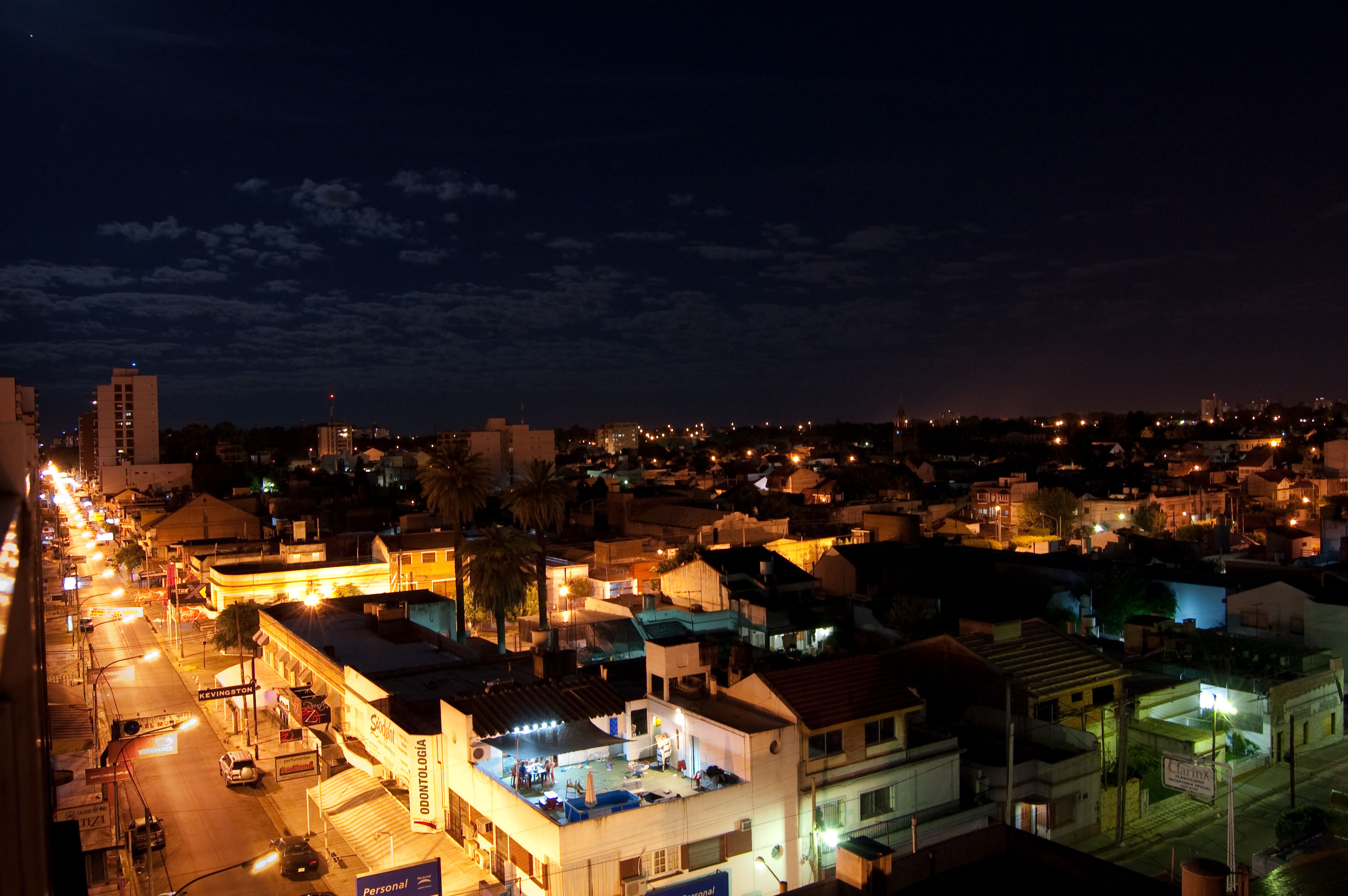
懷爾德

懷爾德（Wilde）是阿根廷的城市，位於該國東部，由布宜諾斯艾利斯省負責管轄，海拔高度8米，鎮上的電力和食水供應不足以供應全部地區，2001年人口65,881，主要是中產家庭。

## 外部連結
- （西班牙文） Wilde on line website
- （西班牙文） Soy de Wilde